# ОШ „Дворови” Дворови
ОШ „Дворови“ једна је од основних школа на подручју Града Бијељине. Налази се у улици карађорђева 101, Дворови.

## Историјат
Основна школа "Дворови" отворена је 1854. године. Била је саграђена од старе качаре, а земљиште за школу даровао је Хаим-бег. Имала је једну просторију, која је била и учионица и учитељев стан, а касније је саграђена посебна соба за учитеље. Први учитељи били су ђаци манастира Тавна, који су тамо завршили школу за учитеље и свештенике, а долазили су и учитељи из Србије. Школско подручје обухватало је села Дворови, Попови и Тријешница, а 1872-1876. и села Батковић, Даздарево и Свињаревац (данашње Остојићево).
Школу су похађала углавном мушка дјеца. Ђаци и разреди у њој звали су се по књигама: букварци, часловци, псалтирци и месловци. Број ђака се кретао од 40 до 70. Школа је радила до 1876, када је срушена у српско-турском рату. Почетком 1881. отворена је основна школа у кући Мађара Фенча, а 1884. подигнута је нова школска зграда, која је служила наредних 90 година. Земљиште су поклонили Мухамед-бег и Ђул-бег Љубовић. Временом су се школе у Батковићу, Остојићеву и Поповима осамосталиле. У школу се укључивало и доста женске дјеце, махом имућнијих сељака. Школа у Дворовима радила је и током Првог свјетског рата. Године 1932. дограђене су и адаптиране још двије учионице. За вријеме Другог свјетског рата окупационе власти су задржале само једног учитеља, а од 1945/1946. радила су два. Школа је 1950-1956. била шестогодишња, затим четворогодишња. У септембру 1973. саграђена је нова школска зграда. До 1971. школа је била у саставу ОШ "Радојка Лакић" у Бијељини (касније "Свети Сава"), а 1971. припојена је школи "Мирко Филиповић" (касније "Вук Караџић"), у чијем саставу је радила до 1978,
као подручна четворогодишња школа. У њеном саставу била је подручна школа Даздарево (отворена 1957, угашена 1977). Од 1978. школа у Дворовима поново је припојена ОШ "Радојка Лакић". Осамосталила се 2003. и добила назив ОШ "Дворови".
Школске 1990/1991. имала је 101 ученика. Због великог прилива дјеце, 1999. саграђена је нова школска зграда. Школске 2006/2007. похађало ју је 656 ученика, а 2015/2016. имала је 552 ученика и 44 наставника. Школа има спортску салу, спортске
терене и библиотеку са око 6.000 књига.